# Bradycellus californicus
Bradycellus californicus är en skalbaggsart som beskrevs av Leconte 1829. Bradycellus californicus ingår i släktet Bradycellus och familjen jordlöpare. Inga underarter finns listade i Catalogue of Life.